# Fontaine Saint-Victor

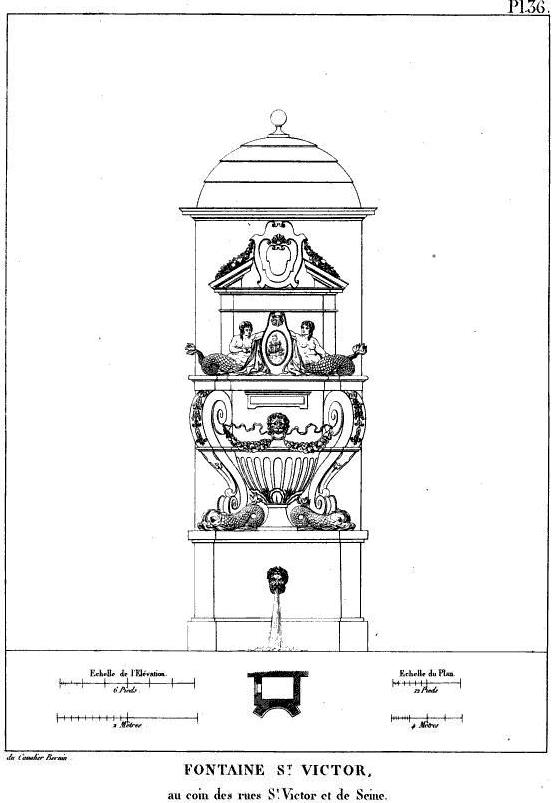
Fontaine Saint-Victor (gravure du début du XIXe siècle).

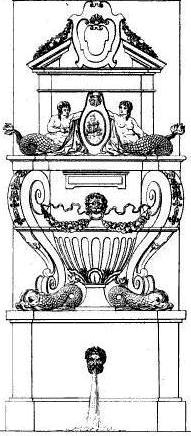
Partie centrale de la fontaine (détail de la gravure ci-dessus).

La fontaine Saint-Victor (également appelée fontaine d'Alexandre ou fontaine de La Brosse) est une fontaine parisienne du XVIIe siècle. Installée après 1686 à l'angle de la rue de Seine (aujourd'hui rue Cuvier) et de la rue Saint-Victor (aujourd'hui rue Linné), face à l'ancien hôpital de la Pitié, elle a été démolie en 1840.

## Historique

### La fontaine des Barnabites (1606)
Malgré des attributions anciennes au Bernin ou à Le Pautre, l'auteur de la composition exubérante de ce monument est inconnu. Cet artiste pourrait s'être directement inspiré d'une gravure d'Israël Silvestre publiée en 1648, à moins que cette estampe ne reproduise la fontaine avant son installation au coin des rues de Seine et Saint-Victor.

En suivant cette hypothèse, la fontaine serait antérieure à 1648 et n'aurait été que déplacée (et non construite) en 1686. Selon plusieurs auteurs, il s'agit de la fontaine élevée en 1606 par François Miron sur l'île de la Cité, près du couvent Saint-Éloi, à l'intersection des rues de la Vieille-Draperie et de la Barillerie, en lieu et place d'un éphémère monument commémoratif qui avait été construit sur les ruines de la maison du père du régicide Jean Châtel.

Alimentée par les eaux du Pré-Saint-Gervais, qui passaient sous le pavé du pont au Change, cette fontaine, dite « des Barnabites » (en référence à l'ordre qui occupa le couvent Saint-Éloi à partir de 1629-1631), était la première fontaine publique de l'île de la Cité.
D'autres auteurs affirment que la fontaine de 1606 était celle qui avait été installée avant 1624 au Palais de justice, dans la cour de la Sainte-Chapelle et qui était connue sous le nom de « fontaine Sainte-Anne ».

### Installation contre la tour d'Alexandre (1686-1687)
Parmi les neuf fontaines parisiennes dont la création a été ordonnée par un arrêt du Conseil d’État en date du 22 avril 1671, celle-ci a été installée entre 1686 et 1687 à son emplacement définitif. Adossée à la « tour d'Alexandre », une tourelle massive qui appartenait à l'enceinte de l'abbaye Saint-Victor, elle reçut les dénominations de « fontaine Saint-Victor », de « fontaine d'Alexandre » et de « fontaine de La Brosse » (probablement en hommage au botaniste Guy de La Brosse, créateur du tout proche Jardin du roi).

### Destruction (1840)
Dégradée depuis le XVIIIe siècle et isolée depuis la destruction (en 1811) de l'abbaye Saint-Victor, la fontaine Saint-Victor fut condamnée par de nouveaux plans d'alignement. Ces derniers appliquaient en effet une ordonnance royale du 22 juin 1837 qui élargissait de deux mètres la future rue Cuvier et portait à 23 mètres la largeur de la future rue Linné. La fontaine et la tour d'Alexandre furent donc démolies en 1840 et c'est à deux mètres de leur emplacement que l'on éleva la monumentale fontaine Cuvier.

## Description

### Composition
Alimentée par l'une des trois conduites issues du château d'eau d'Arcueil (qui était situé rue d'Enfer, près de la rue Cassini) puis, en vertu d'un décret impérial du 2 mai 1806, par la pompe Notre-Dame, cette fontaine adossée se singularisait par les sculptures baroques de son étroite façade.

Au-dessus d'un soubassement concave comportant un masque en bronze crachant l'eau, une gigantesque urne en pierre était engagée dans la paroi. Ce vase, encadré par deux consoles à volute reposant sur des dauphins, avait une partie inférieure cannelée et une partie supérieure décorée par une double guirlande de fleurs, une tête de lion, et une inscription latine. Entre la plinthe surmontant cette urne et un petit fronton brisé encadrant un cartouche contenant les armoiries royales se trouvait un édicule orné d'un autre cartouche (aux armes de Paris) flanqué de deux sirènes. L'ensemble était coiffé d'une demi-coupole en pierre.

### Inscription

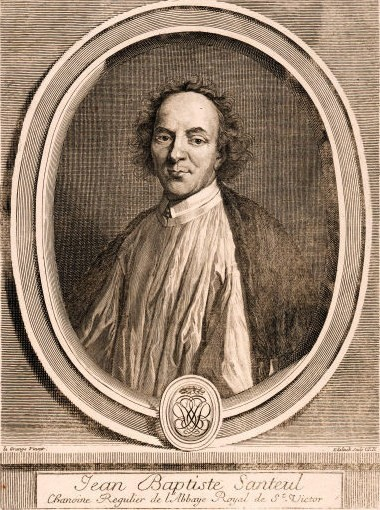
Jean-Baptiste Santeul, chanoine régulier de l'abbaye Saint-Victor, auteur du distique latin placé sur la fontaine.

L'inscription latine, gravée sur une plaque de marbre placée sur le haut de l'urne, a été rédigée par Santeuil. Elle évoque la riche bibliothèque de l'abbaye Saint-Victor, que le poète néolatin connaissait très bien :
| QUÆ SACROS DOCTRINÆ APERIT DOMUS INTIMA FONTES, CIVIBUS EXTERIOR DIVIDIT URBIS AQUAS. |

Elle est ainsi traduite par Amaury Duval : « La même maison qui ouvre dans son intérieur, pour l'usage des citoyens, les sources sacrées de la science, leur distribue en dehors les eaux de la ville. »
Si l'on admet que la fontaine Saint-Victor est effectivement le même monument que la fontaine des Barnabites, son inscription initiale était un autre distique latin :
| HIC, UBI RESTABANT SACRI MONUMENTA FURORIS, ELUIT INFANDUM MIRONIS UNDA SCELUS. |

Ce qui signifiait, en allusion au monument de Jean Châtel détruit en mai 1605 pour céder la place à la fontaine : « Là, s'élevait un monument consacré à éterniser les fureurs du fanatisme, Miron l'a remplacé par une fontaine, dont les eaux pourront servir à effacer les souillures d'un attentat exécrable. »